# Tom Pedigo
Tom Pedigo (* 4. März 1940 in Los Angeles, Kalifornien; † 5. Januar 2000 ebenda) war ein US-amerikanischer Szenenbildner.

## Leben
Pedigo begann seine Karriere im Filmstab 1973 als Vorarbeiter bei den Dreharbeiten zu Robert Aldrichs Actionfilm Ein Zug für zwei Halunken. Nach einem weiteren Film als Vorarbeiter wechselte er 1976 zum Fernsehen, wo er eine über zwei Dekaden andauernde Karriere als Szenenbildner hatte. Er war unter anderem an den Serienklassikern Kojak – Einsatz in Manhattan und Raumschiff Enterprise – Das nächste Jahrhundert sowie der vielfach prämierten  Miniserie Shogun beteiligt. Für sein Wirken beim Fernsehen war er zwischen 1981 und 1996 drei Mal für den Primetime Emmy nominiert, den er 1993 gewinnen konnte.
Pedigo arbeitete als Szenenbildner an insgesamt fünf Spielfilmen, darunter Star Trek III: Auf der Suche nach Mr. Spock und Wahre Männer. 1984 war er für James L. Brooks’ Filmdrama Zeit der Zärtlichkeit zusammen mit Polly Platt für den Oscar in der Kategorie bestes Szenenbild nominiert, die Auszeichnung ging in diesem Jahr jedoch an das Filmdrama Fanny und Alexander.

## Filmografie (Auswahl)

### Film
- 1973: Ein Zug für zwei Halunken (Emperor of the North)
- 1983: Projekt Brainstorm (Brainstorm)
- 1983: Zeit der Zärtlichkeit (Terms of Endearment)
- 1984: Star Trek III: Auf der Suche nach Mr. Spock (Star Trek III: The Search for Spock)
- 1986: Zwei unter Volldampf (Armed and Dangerous)
- 1987: Wahre Männer (Real Men)

### Fernsehen
- 1976: Serpico
- 1977: Kojak – Einsatz in Manhattan (Kojak)
- 1980: Shogun (Shōgun)
- 1987–1988: Jake und McCabe – Durch dick und dünn (Jake and the Fatman)
- 1989: Raumschiff Enterprise – Das nächste Jahrhundert (Star Trek: The Next Generation)
- 1994: Models Inc. (Models, Inc.)

## Auszeichnungen (Auswahl)
- 1984: Oscar-Nominierung in der Kategorie bestes Szenenbild für Zeit der Zärtlichkeit